# Skidmore (Texas)
Skidmore è un census-designated place degli Stati Uniti d'America, situato nella contea di Bee dello Stato del Texas. Secondo il censimento effettuato nel 2010 abitavano nel CDP abitavano 925 persone.

## Geografia fisica
Skidmore è attraversato dalla Highway 181 e da una linea della a Southern Pacific.
Secondo lo United States Census Bureau, ha un'area totale di 10,5 miglia quadrate (27 km²), di cui 10,5 miglia quadrate (27 km²) di terreno e lo 0,10% d'acqua.

## Società

### Evoluzione demografica
Secondo il censimento del 2000, c'erano 1.013 persone, 348 nuclei familiari, e 258 famiglie residenti nella città. La densità di popolazione era di 96,4 persone per miglio quadrato (37,2/km²). C'erano 427 unità abitative a una densità media di 40,6 per miglio quadrato (15,7/km²). La composizione etnica della città era formata dall'82,82% di bianchi, il 2,86% di afroamericani, lo 0,69% di nativi americani, lo 0,59% di asiatici, il 9,58% di altre razze, e il 3,46% di due o più etnie. Ispanici o latinos di qualunque razza erano il 56,37% della popolazione.
C'erano 348 nuclei familiari di cui il 39,9% aveva figli di età inferiore ai 18 anni, il 57,5% erano coppie sposate conviventi, il 10,9% aveva un capofamiglia femmina senza marito, e il 25,6% erano non-famiglie. Il 21,6% di tutti i nuclei familiari erano individuali e l'11,2% aveva componenti con un'età di 65 anni o più che vivevano da soli. Il numero di componenti medio di un nucleo familiare era di 2,90 e quello di una famiglia era di 3,42.
La popolazione era composta dal 31,3% di persone sotto i 18 anni, il 9,3% di persone dai 18 ai 24 anni, il 27,1% di persone dai 25 ai 44 anni, il 18,4% di persone dai 45 ai 64 anni, e il 13,9% di persone di 65 anni o più. L'età media era di 34 anni. Per ogni 100 femmine c'erano 101,0 maschi. Per ogni 100 femmine dai 18 anni in giù, c'erano 94,4 maschi.
Il reddito medio di un nucleo familiare era di 19.940 dollari, e quello di una famiglia era di 25.833 dollari. I maschi avevano un reddito medio pro capite di 23.056 dollari contro i 16.538 dollari delle femmine. Il reddito pro capite era di 8.864 dollari. Circa il 25,6% delle famiglie e il 31,7% della popolazione erano sotto la soglia di povertà, incluso il 37,0% di persone sotto i 18 anni e il 33,0% di persone di 65 anni o più.

## Istruzione
L'istruzione pubblica è assicurata dal Skidmore-Tynan Independent School District.